# Иосифян, Сергей Александрович
Сергей Александрович Иосифян (8 марта 1922, Баку — 9 января 2002, Москва) — советский и российский философ, социолог, киновед, педагог.

## Биография
22 июля 1941 года был призван в ряды РККА, воевал на фронтах Великой Отечественной войны, был дважды ранен, дошел до Вены. В июле 1946 года был демобилизован в звании капитана.
В 1956 году окончил аспирантуру Московского государственного университета, защитив диссертацию на соискание ученой степени кандидата философских наук на тему «Эстетические взгляды М. Е. Салтыкова-Щедрина».
Долгие годы преподавал во Всесоюзном государственном институте кинематографии. Заведовал кафедрой философии и научного коммунизма, был секретарем парткома ВГИКа.
Киновед Игорь Кокарев вспоминал:

Во ВГИКе кроме меня социологией увлекся доцент Сергей Александрович Иосифян на кафедре марксизма-ленинизма. Он со студентами проводил опросы в кинотеатрах. (…) Пытался сближать кинокритику и социологию, убеждая будущих киноведов, что в профессию входит и задача изучения бытования искусства в обществе.
Член Союза кинематографистов. Автор ряда книг и статей по вопросам киноискусства.

## Награды
- Медаль «За отвагу»
- Медаль «За победу над Германией в Великой Отечественной войне 1941—1945 гг.»
- Медаль «За освобождение Белграда»
- Медаль «За взятие Будапешта»
- Медаль «За взятие Вены»
- Орден Отечественной войны I степени